# Beatrice Solinas Donghi
Beatrice Solinas Donghi (Serra Riccò, 29 marzo 1923 – Genova, 23 ottobre 2015) è stata una scrittrice e saggista italiana.

## Biografia
Nacque a Serra Riccò, nella Val Polcevera, primogenita del marchese Jack Donghi, giornalista e scrittore; sua madre era una pittrice inglese. All'Università degli Studi di Genova nel 1949 si laureò in Lettere, indirizzo moderno. Visse a lungo in un'antica villa sulla collina di Albaro, presso Genova. Con il marito Luigi Solinas, di origine sarda, e con le due figlie si trasferì poi stabilmente nel capoluogo ligure.
Tramite l'amica Anna Banti e il suo «primo estimatore» Giorgio Bassani, esordì da Feltrinelli con L'estate della menzogna (1959).. Varie raccolte successive di racconti per adulti furono pubblicate da Feltrinelli, Rizzoli ed altri editori, tra il 1961 e il 2010: Natale non mio (1961), L'aquilone drago (1966) e, più distanziati nel tempo, Gli sguardi (1982), La bella fuga (1992), Città d'esilio (2003), Vite alternative (2010). «Il racconto è sempre stato la sua ideale misura narrativa». Compare nell'antologia Racconti italiani del novecento  dei Meridiani Mondadori, curata da Enzo Siciliano (2001).
L'uomo fedele (1965) fu finalista al premio Campiello. Il contenuto di questo romanzo «consiste in gran parte nella rievocazione di un tipo di vita a contatto con la terra da coltivare, di cui oggi non si ha quasi più traccia».
La Solinas Donghi è stata una narratrice attenta soprattutto alle varie età dell'infanzia e dell'adolescenza, con numerose fiabe e racconti e con assidua presenza anche su periodici e riviste del settore giovanile.
Come saggista, si è occupata in particolare di Emily Brontë, la più appassionata delle sorelle Brontë, con la monografia Al di qua della leggenda (2001).

## Tematiche e peculiarità
Dinanzi a certi paesaggi della pittura veneta cari alla sensibilità estetica di Beatrice Solinas Donghi (e va ricordato che la madre era pittrice), la rappresentazione realistica della natura le appare trasfigurata «da un incanto che non è illusione, è anzi quella verità a cui l'abitudine rende ciechi, ma che basta un piccolo spazio di distanza a restituire». A questa riflessione è riconducibile la sua ricerca narrativa - anche nei racconti per l'infanzia - dove la realtà quotidiana è proiettata «in ambienti ed epoche remoti». E dove il rischio di cadere nel moralismo è frenato da una «dosata ironia».
Ha poi un ruolo centrale la capacità di osservazione. Come dice la protagonista e voce narrante de L'estate della menzogna: «Io non racconto, io giro intorno ai miei personaggi guardandoli (...); come si gira intorno a una statua per avere un'idea del tutto tondo».
I caratteri salienti di questo tipo di narrativa sono stati così sintetizzati: «l'acutezza nell'osservazione dei particolari, la ricostruzione minuta degli ambienti, l'indagine psicologica anche esasperata alla luce di quel che è accaduto, dei fatti cioè cristallizzati nella memoria, eppure animati dal gioco raffinato e sottile delle "voci incrociate"». Un gioco così insistito e minuzioso, da far correre il rischio della dispersione estetizzante.
Da aggiungere ancora una caratteristica, ed è l'asciutta sobrietà di uno stile di solito sorvegliato, che sa rispettare il lettore (specialmente se in età evolutiva). Questa peculiarità rinvia alla cosiddetta «inglesitudine», ossia a quel tratto caratteriale che per l'autrice era poi un dato genetico ereditato dalla madre inglese.

## Opere

### Narrativa per adulti
- L'estate della menzogna, Milano, Feltrinelli, 1959.
- Natale non mio, Feltrinelli, 1961.
- L'uomo fedele, Milano, Rizzoli, 1965.
- L'aquilone drago, Rizzoli, 1966.
- Le voci incrociate, Rizzoli, 1970.
- Gli sguardi, Milano, Bompiani, 1982.
- La bella fuga, Milano, La Tartaruga, 1992.
- Città d'esilio, Milano, Viennepierre, 2003.
- Vite alternative, Genova, Il Canneto, 2010.

### Libri per bambini / ragazzi
- Fiabe a Genova, Genova, Edizioni SAGEP, 1972.
- La gran fiaba intrecciata, Trieste, Edizioni EL, 1976.
- Le fiabe incatenate, ERI Junior, 1979.
- Fiabe liguri, Genova, Edizioni SAGEP, 1980.
- Melina, Firenze, Lisciani & Giunti, 1981.
- Quell'estate al castello, Trieste, Edizioni EL, 1986. 1º premio al Premio di Letteratura per Ragazzi di Cento.
- Le storie di Ninetta, Milano, Mondadori, 1990.
- La figlia dell'imperatore, Torino, Einaudi, 1990.
- Una vita in margine, Novara, Istituto geografico De Agostini, 1991.
- Il fantasma del villino, Torino, Einaudi, 1992.
- Sette fiabe dentro una storia, Trieste, E. Elle, 1993.
- Una ciliegia, due more e un ciuffo d'erba, Torino, Il Capitello, 1996.
- Le due imperatrici, Trieste, Edizioni EL, 1996.
- Storia a catena di Salamino e Salciccetta, Torino, Il Capitello, 1997.
- Tante scale in giù e in su, Milano, Edizioni La Coccinella, 1998.
- La casa sullo strapiombo e altre storie insolite, Milano, Piccoli, 1999.
- Il tempo dei diritti  (Vivian Lamarque, Beatrice Masini, Emanuela Nava, Beatrice Solinas Donghi), Milano, Fabbri, 1999.
- Alice per le strade, Milano, Fabbri, 2000.
- L' avvenire di Flaminio, Milano, Fabbri, 2001.
- Alice e Antonia, Milano, Fabbri, 2002.
- Alice e le vecchie conoscenze, Milano, Fabbri, 2003.
- Rosina, poi Annetta : una bambina, anzi, due, Milano, Fabbri, 2004.
- Quattro tempi per quattro ragazzi, Milano, Fabbri, 2005.
- L'albero del mondo (di Beatrice Solinas Donghi e Antonella Abbatiello), Modena, Edizioni F.C. Panini, 2007.
- Una scatola di latta celeste, Milano, Fabbri, 2007.
- L' enigma della cupola, Milano, Rizzoli, 2009.
- La trilogia di Alice (contiene Alice per le strade, Alice e Antonia, Alice e le vecchie conoscenze), Milano, Rizzoli BUR, 2010.

### Poesia
- Poesie, Casette d'Este (AP), Edizioni Grafiche Fioroni, 2001.

### Saggi
- A rionda di cuculli : filastrocche genovesi e liguri, Genova, Edizioni SAGEP, 1974.
- La fiaba come racconto, Venezia, Marsilio, 1976.
- Emily Brontë : al di qua della leggenda, Pasian di Prato (Udine), Ed. Capannotto, 2001.

### Lettere
- Lettere verdi. Carteggio di Camilla Salvago Raggi e Beatrice Solinas Donghi, Genova, Edizioni San Marco dei Giustiniani, 2013.